# Beatmania IIDX 10th style
Beatmania IIDX 10th style est un jeu de rythme qui fait partie de la série des Beatmania IIDX.

## Système de jeu
Consiste en un controlleur style DJ avec 7 touches et une table tournante. 
Le but du jeu est d'appuyer sur les touches dans le bon timing, produisant ainsi a chansons.

## Nouveautés
beatmania IIDX 10th Style est le premier jeu de la série à autoriser les deux joueurs en mode battle à utiliser
des modificateurs différents. Le jeu utilise maintenant un système de "DJ points" qui détermine le niveau du joueur.
De plus, le niveau de difficulté des chansons est étendu de 1 à 8 et les chansons en 7 clignotant sont maintenant des 8.

## Liste des chansons
- Les difficultés sont sur une échelle de 1 à 7
- Plusieurs chansons n'ont pas de difficulté another
- Si la chanson contient différents BPM (Battement par minute), ils sont indiqués dans l'ordre des changements de vitesse